# Estabilidad del cauce
Se entiende por estabilidad del cauce de una corriente, a la permanencia en el tiempo de las características geométricas de este. En condiciones normales todos los tramos de todos los ríos han alcanzado un cierto grado de equilibrio, esto quiere decir que, si en forma artificial no se modifican uno o varios de los parámetros que intervienen en la condición de estabilidad, el agua y los sedimentos continuaran escurriendo en la forma como lo vienen haciendo.
Si se modifica en forma natural o artificial alguno de los parámetros, con el tiempo y lentamente el tramo de río cambiara a una nueva condición de equilibrio.

## Parámetros que intervienen en el equilibrio
Entre los parámetros que intervienen en dicho equilibrio se pueden citar:
- El caudal líquido y su distribución a lo largo del año, Q en m³/s
- El caudal sólido. Es el transporte del material de fondo tanto en la capa de fondo como en suspensión, QBT, en kgf/s o m³/s. Hay que distinguir la capacidad de transporte del tramo considerado del que es aportado lateralmente al tramo por pequeños afluentes o por la cuenca misma; sobre todo en zonas de montaña, con fuertes pendientes y escasa vegetación.
- ancho de la superficie libre de la corriente, B, en metros
- tirante medio, dm, en m. Se obtiene de dividir el área, A, entre el ancho medio

{\displaystyle d_{m}={\frac {A}{B}}}

- pendiente de la pérdida de carga a lo largo del río
- diámetro representativo del material de fondo, Di, en m; en que i es el porcentaje de la mezcla, en peso, que tiene un diámetro menor que Di
- K, un factor que toma en cuenta la resistencia de las orillas a ser erosionado.
- peso específico del agua, {\displaystyle \gamma } , en kgf/m³
- peso específico de las partículas del material de fondo, {\displaystyle \gamma _{s}} , en kgf/m³
- concentración del material de lavado CL en kgf/m³; que es el material arrastrado en suspensión y cuyo tamaño es menor a 0.062 mm
- número de brazos o cauces No por los que escurre el agua

En general se puede indicar que existe un equilibrio entre caudal líquido, el caudal sólido que entra en un tramo de un curso de agua, y el río es capaz de transportar dentro del mismo tramo, las características del material del fondo y orillas, la pendiente longitudinal del río y la geometría de la sección transversal del escurrimiento.
Una modificación cualquiera de los parámetros anteriores, repercutirá en los demás y los modificara hasta alcanzar un nuevo estado de equilibrio.  Las modificaciones pueden ser bruscas o lentas y debidas a causas naturales o a causas influenciadas por acciones antrópicas.

## Causas que pueden alterar la condición de equilibrio
A. Las causas de modificaciones más comunes se deben a:
1. .Cambios en el río debido a cortes de meandros. Estos pueden ser causados por situaciones naturales o ejecutadas por el hombre.
2. .Movimientos telúricos que cambien la configuración del terreno y el trazo del río.
3. .Factores humanos como la construcción de una presa, deforestación y la construcción de puentes con reducida capacidad hídrica.

B. Por otra parte los cambios lentos más comunes se deben a:
1. .Cambio de pendiente o de la elevación del fondo por erosión o sedimentación gradual a lo largo de un tramo.
2. .Cambios de granulometría al llegar las erosiones a entrar en estratos con nuevos materiales.
3. .Cambios de pendiente debido a corrimientos laterales de las márgenes exteriores de las curvas como consecuencia de erosiones de dichas márgenes y sedimentación en el intradós de las curvas.
4. .Cambios de pendiente por aumentos de la longitud del río al avanzar los depósitos de sedimentos dentro de lagunas o del mar.
5. .Cambios en el caudal líquido debido a modificaciones del micro o macroclima.

Las causas señaladas, entre otras, modifican las características geométricas y pendiente de los cauces naturales. Algunos de estos cambios son apreciables en tiempos comparables a la vida de un hombre, entre ellos los factores A.1, A.3, B.1 y B.3. Son poco frecuentes, y tienen efectos localizados, los movimientos telúricos, por lo tanto tienen poca influencia real en el cambio de las características de las corrientes naturales;  en cambio, el corte de meandros es un fenómeno frecuente en algunos ríos.
Los cambios de equilibrio debidos a factores humanos han llegado a ser radicales en muchos ríos, al extremo en que hay tramos de ríos que han dejado de existir, como la desembocadura del río Colorado.

## Cambios causados por la actividad humana
Las modificaciones que el hombre produce en los cauces y que cambian su condición natural de equilibrio pueden ser benéficos o dañinos a la operación y comportamiento futuro del río. Es más, una misma acción puede ser benéfica en un río y perjudicial en otro.  
Todas las acciones que se describen a continuación cambian y modifican el equilibrio existente en los ríos. Es aconsejable evitar las que producen daños a los cauces y a las cuencas, como por ejemplo, la deforestación y las malas técnicas de cultivo. Hay muchas otras alteraciones que son consecuencia de la construcción de obras que aportan beneficios a la sociedad, entre las que se pueden citar, la construcción de presas, esclusas, protecciones marginales contra inundaciones, y vías terrestres.
Los cambios que estas últimas obras causan en el equilibrio de los cauces, deben ser estudiados, cuantificados e introducidas medidas complementares para minimizar los impactos negativos de estos cambios. Toda obra que se construya en los ríos, en sus causes de inundación y en las cuencas tiene reflejos en el equilibrio natural de los cauces, de aquí la importancia de conocer y poder cuantificar estos cambios, para poder diseñar oportunas y eficientes medidas de mitigación.
Entre las alteraciones más importantes causadas por la actividad humana se pueden mencionar:

### Construcción depresas
Estas obras originan alteraciones de importancia tanto aguas arriba como aguas abajo del embalse. Las principales modificaciones, aguas abajo son:
- Primero, cambio del hidrograma anual y en ocasiones del volumen del escurrimiento anual. Esto último, acontece cuando parte del agua almacenada en el embalse no retorna al río, sino que es desviada, a otros embalses o cuencas, (transvase de cuencas).

El efecto regulador de caudales que desempeña el embalse lleva sin lugar a dudas a un cambio en el caudal formador del río aguas abajo, reduciendo, entre otras cosas, el ancho del curso de agua;
- Segundo, el transporte de sedimentos es interrumpido, la mayoría de las veces completamente, al grado de que todas las partículas sólidas pueden quedar depositadas en el embalse.[nota 1]

Éste efecto produce una erosión del fondo y con ello una disminución de la pendiente en el primer tramo de aguas abajo, próxima a la cortina. Además, debido a la modificación del hidrograma, ocurren cambios morfológicos a lo largo del cauce, tanto en el tramo que sufre la erosión señalada como en el tramo de aguas abajo no sujeto a esa erosión.
Aguas arriba, los cambios son más limitados, se puede mencionar:
- Las alteraciones más notables que se producen aguas arriba consisten en el depósito del material sólido a la entrada del vaso con la consiguiente formación de un delta y cambio de la pendiente del río en el primer tramo aguas arriba del embalse

### Erosión de las cuencas
Son varias las causas que contribuyen a la pérdida del suelo en cuencas, las dos más extendidas y que a su vez producen un mayor efecto son:
- La deforestación : y,
- las técnicas inadecuadas de cultivo.

La deforestación produce dos efectos: Reduce los tiempos de concentración del agua de lluvia; y puede aumentar el volumen de escurrimiento superficial, lo que finalmente lleva a cambios en el hidrograma para iguales condiciones de lluvia.
El aumento del material sólido en los ríos es el factor que más afecta la estabilidad del cauce, ya que puede modificar tanto la pendiente longitudinal como también azolvar los cauces reduciendo su capacidad de transporte de caudal líquido, aumentando de esta forma, también, el peligro de inundaciones.
Las técnicas inadecuadas de cultivos producen también mayores cantidades de sedimento acarreadas hacia los cauces de los ríos, con los problemas ya señalados arriba.

### Navegación
Otras actividades como la navegación, y las que se analizan a continuación también afectan la estabilidad de los cauces, aunque con un orden de magnitud menor que las dos antes señaladas. En particular la navegación, para asegurar profundidades mínimas que garanticen la navegación durante el mayor número de días por año, se construyen represas con esclusas que modifican la profundidad o tirante de las corrientes , y la pendiente de la superficie libre del agua, y por lo tanto su capacidad de transporte. Por el mismo motivo se reduce también el ancho de los ríos, para ello se construyen obras en las márgenes.

### Disminución del anchura de los ríos
En muchos tramos de cursos de agua se construyen espigones, muros y diques longitudinales para evitar erosiones laterales y encauzar la corriente, así como para profundizar la corriente en tramos navegables.

### Rectificación de cauces
Con el objeto de reducir la longitud de los ríos navegables, hacer navegables los tramos con muchas islas y bajos, o evitar erosiones en algunas curvas, se efectúan cortes a meandros, se protegen las márgenes y se reduce artificialmente el ancho de los ríos. Todo ello conduce a que el río solo tenga dos grados de libertad, ya que el ancho se fija artificialmente.

### Construcción de presas derivadoras
Estas obras detienen también los sedimentos, pero debido al reducido volumen de su vaso se azolvan y colmatan en poco tiempo. Con ello se cambia el nivel del fondo aguas arriba de la misma y en consecuencia los niveles del agua, lo que puede producir inundaciones en zonas antes no afectadas.
Otro efecto de la construcción de estas obras es el cambio brusco del caudal aguas arriba y aguas abajo de la misma, lo que modifica el caudal formador aguas abajo.

### Obras de control de inundaciones
Las diferentes obras para controlar o disminuir los efectos de las inundaciones producen, en mayor o menor grado, cambios en los cauces. Los bordos 
longitudinales destacan entre ellas por las modificaciones que pueden llegar a producir, ya que impiden que parte de los sedimentos en suspensión se distribuyan en la planicie. Cuando se construyen sin tener en cuenta el balance del material sólido a lo largo del tramo protegido se llega a producir una sedimentación que provoca la elevación del fondo y pérdida de la capacidad hidráulica de la sección. Ello obliga a la sobreelevación de los bordos, y con el tiempo a repetir el proceso descrito.

### Construcción de vías terrestres
Los caminos construidos sobre la planicie interrumpen en mayor o menor grado el escurrimiento durante las avenidas. Por otra parte, la explotación de bancos y el dejar sin protección las paredes de los cortes y los materiales de esas excavaciones permiten que mayor cantidad de sedimentos lleguen a los arroyos y ríos. Otro componente importante de las vías terrestres, los puentes, también tienen un efecto importante, sobre todo los que, por una concepción equivocada tienen una capacidad hidráulica reducida y no permiten el paso franco de las avenidas.

## Características estables de la corriente
Un cauce estable puede tener uno, dos, tres o cuatro grados de libertad,  para la determinación de los parámetros que definen el cauce estable, existen diversos métodos o procedimientos, entre los que podemos mencionar, para el caso de que el río cuente con un solo cauce o canal: 
- La teoría de régimen. Este es un método totalmente empírico, se desarrolló sobre la base de observaciones sobre el comportamiento de canales de riego que han estado en operación varios años, y por lo tanto se pueden considerar estables. Este procedimiento se aplica principalmente para canales con márgenes o bordos arcillosos. Sin embargo otros autores han estudiado canales arenosos. Por ejemplo las fórmulas de Lacey permiten tomar en cuenta el diámetro de los sedimentos del fondo pero no los de la orilla. Autores como Blench, y Simons y Albertson pueden considerar el diámetro de los sedimentos de las orillas también.
- El método de Altunin. El método de Altunin es semiempírico fue desarrollado al observar y trabajar en cauces con material granular grueso como grava y cantos rodados, por lo que es generalmente utilizado en ríos que tienen este tipo de cauces, sin embargo en algunos casos también se han obtenido buenos resultados para cauces de ríos con márgenes y fondo de arena. 
Altunin obtiene sus fórmulas a partir de tres ecuaciones fundamentales.
- El método de Maza - Cruickshank, se refiere fundamentalmente a cauces arenosos, sin embargo también fue ampliado para cauces con grava. Es un método semiempírico y considera el transporte sólido de los cursos de agua.